# Paran Honas
Paran Honas is een bestuurslaag in het regentschap Padang Lawas Utara van de provincie Noord-Sumatra, Indonesië. Paran Honas telt 81 inwoners (volkstelling 2010).